# Claus Luthe
Claus Luthe (Wuppertal, 8 dicembre 1932 – Monaco di Baviera, 17 marzo 2008) è stato un designer tedesco.

## Biografia

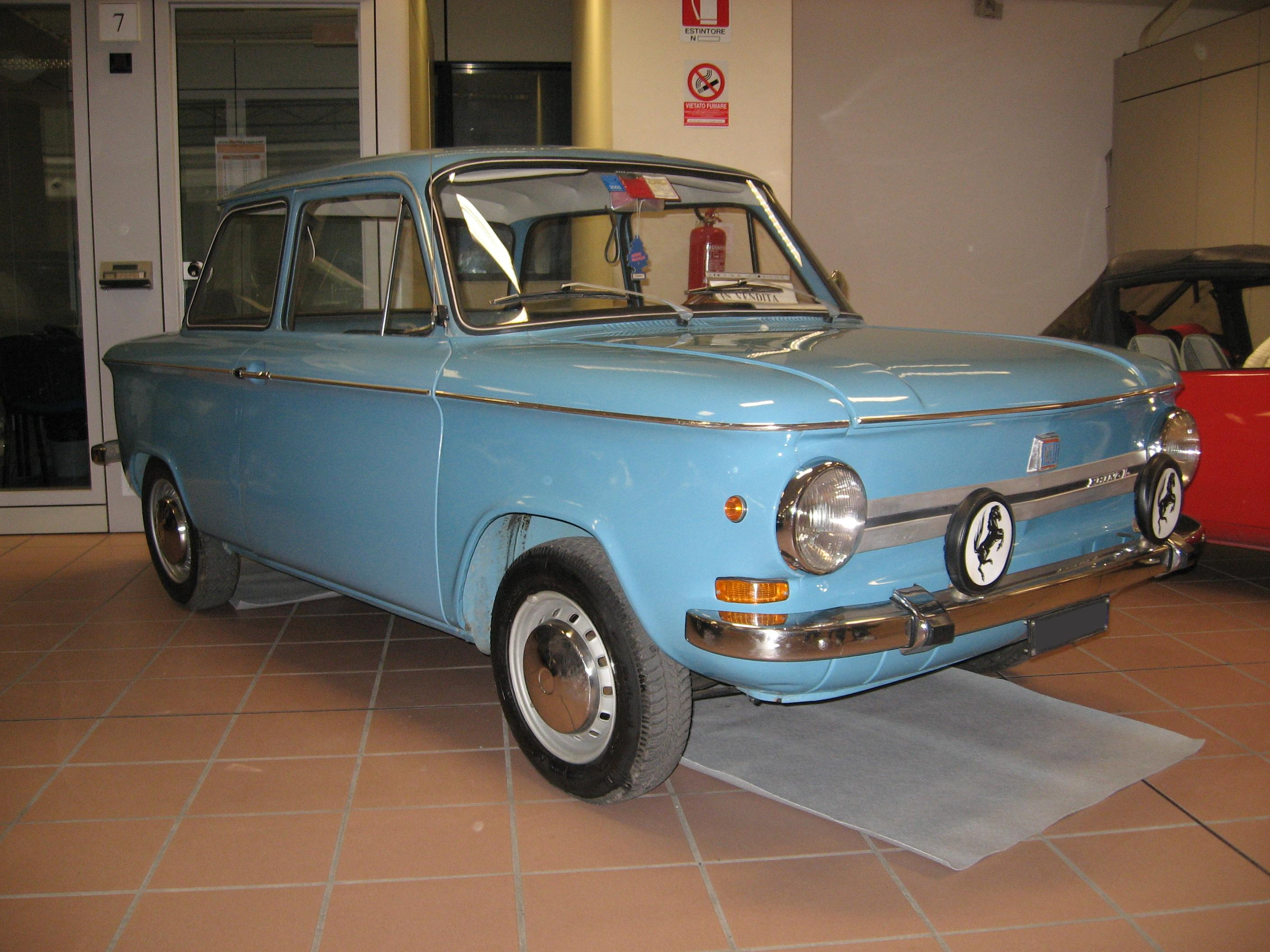
Una Prinz IV, prima vera creazione di Claus Luthe

Secondogenito di cinque figli, nacque da una famiglia di saldi principi cattolici. Ben presto, si trovò a dover vivere suo malgrado la realtà della Seconda guerra mondiale, durante la quale, nel 1944, rimase orfano di padre all'età di soli 12 anni.
Alla fine del conflitto, Luthe avrebbe voluto seguire le orme del fratello maggiore, che aveva intrapreso la carriera di architetto, ma alla fine cominciò a lavorare come apprendista presso la carrozzeria Voll di Würzburg. Tale apprendistato durò 6 anni, dal 1948 al 1954. L'anno precedente convolò a nozze con Gertrude. Terminato l'apprendistato alla carrozzeria Voll, Claus Luthe venne assunto presso la sede tedesca della Fiat. A tale proposito, vale la pena ricordare che fu tra i responsabili del design del frontale della gloriosa Fiat 500, simbolo del boom economico italiano.

### Gli anni alla NSU
Dopo pochi anni alla Fiat, passò alla NSU; uno dei primi lavori assegnati fu quello di disegnare la carrozzeria per la nuova generazione della Prinz. Luthe aveva già in mente come fare e presentò i suoi disegni ai vertici, i quali accettarono. Tutto stava per essere definito, quando la BMW lanciò la piccola 700, disegnata da Giovanni Michelotti e caratterizzata da un design troppo simile a quello proposto da Luthe per la nuova Prinz. Tutto da rifare, ma un collega di Luthe, tornando da un viaggio negli USA, mostrò al giovane designer le immagini della Chevrolet Corvair, una vettura compatta riservata al mercato d'oltreoceano. Luthe prese spunto da tale carrozzeria che sembrava tagliata in due per il lungo da una evidente nervatura orizzontale e diede così alla luce la carrozzeria definitiva della Prinz IV.

Nel 1962 Luthe venne incaricato di disegnare una vettura di fascia medio alta, una berlina che avrebbe dovuto montare un motore rivoluzionario, decisamente alternativo anche oggigiorno. Tale motore era il rotativo Wankel. La vettura che sarebbe nata dalla matita di Luthe e dall'estro meccanico di Edward Praxl fu la NSU Ro80, oggi considerata tra i capolavori del design, grazie alla sua linea a cuneo decisamente sopra le righe negli anni sessanta. 

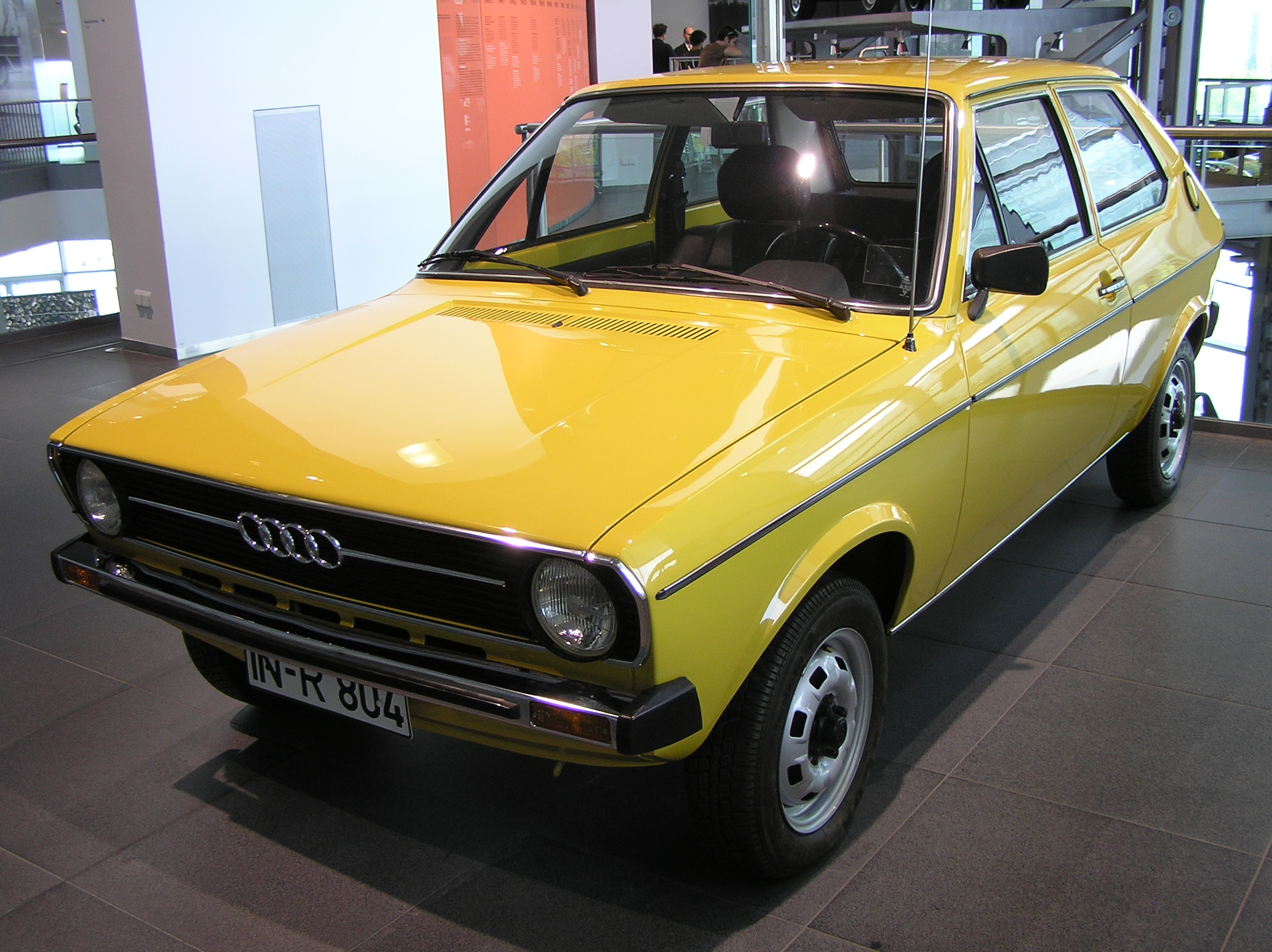
Una Audi 50, primo lavoro di Luthe per l'Audi

Il design della vettura, dopo le prime perplessità, cominciò a riscuotere successi, ma il punto dolente fu la meccanica, troppo delicata e soggetta a frequenti guasti. Cominciarono dei seri guai economici per la NSU, che la portarono ad essere rilevata dal gruppo Volkswagen, all'epoca già proprietario del marchio Audi. Poco prima che ciò avvenisse, Luthe ricevette un nuovo incarico, quello di disegnare una nuova berlina che si posizionasse appena sotto alla più grande Ro80. Il risultato fu la K70, una vettura di fascia media sviluppata dalla NSU, ma lanciata e prodotta con il marchio della casa di Wolfsburg poiché i guai commerciali della casa di Neckarsulm fecero slittare il lancio della vettura, lancio che sarebbe avvenuto solo dopo l'acquisizione da parte della Volkswagen.

### Il periodo all'Audi
Dopo il rilevamento della NSU, cominciò a lavorare per l'Audi, dove rimase per cinque anni dal 1971 al 1976. I suoi lavori per il marchi di Ingolstadt furono innanzitutto la piccola Audi 50, prodotta in seguito anche come prima generazione della Volkswagen Polo; inoltre disegnò gli interni della seconda serie della Audi 100 e tracciò i primi schizzi per la seconda serie della Audi 80, poi ripresi e completati da Giugiaro nel loro aspetto definitivo.

### L'approdo alla BMW

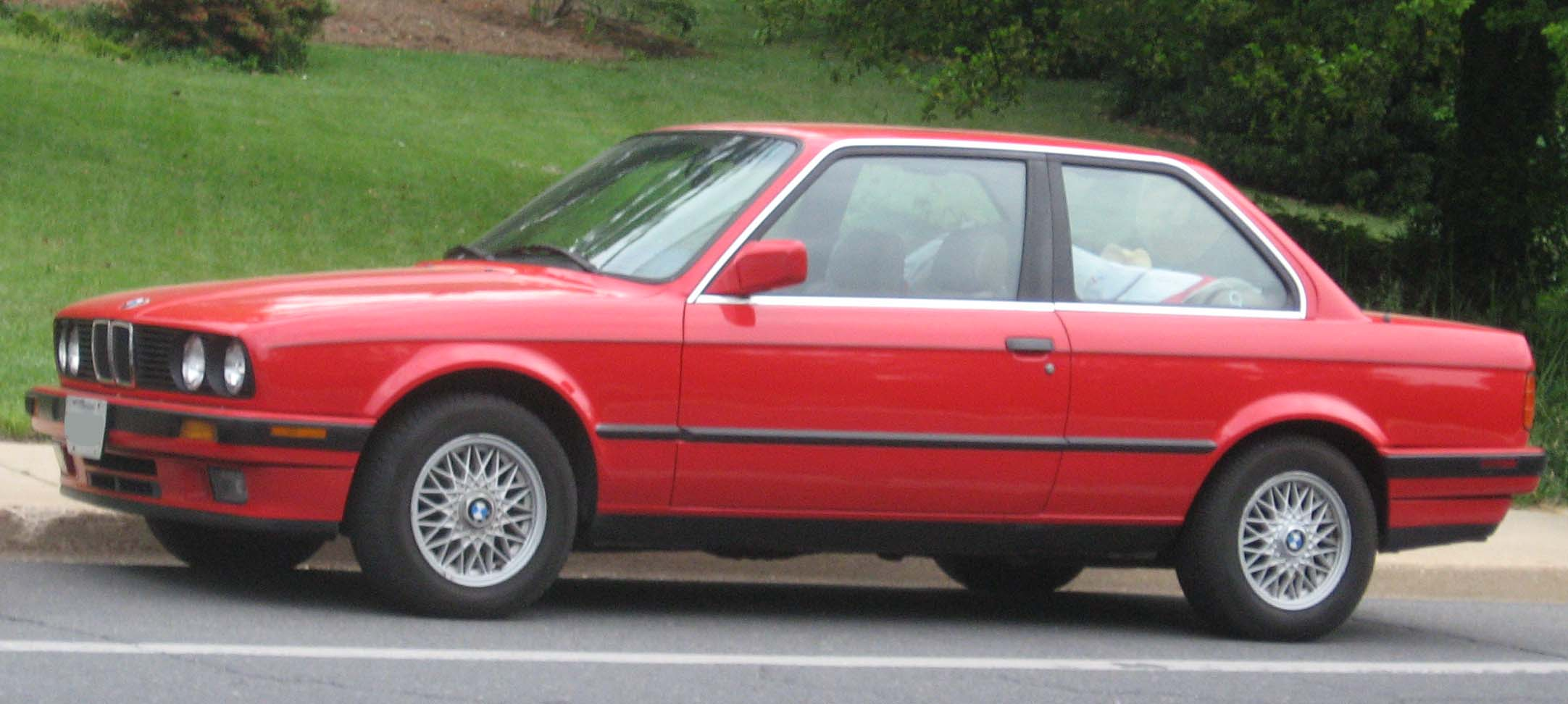
Le linee della BMW E30 erano opera di Claus Luthe

Nel 1976, passò alla BMW, dove sostituì Paul Bracq. Qui ebbe modo di rendersi conto dello stile adottato dalla casa dell'elica in quegli anni. Alla BMW, seppe dare il suo tocco ai modelli che seguirono, ma senza per questo stravolgere l'efficace family-feeling che intercorreva tra i modelli della gamma. 
Uno dei primi lavori assegnati a Luthe fu il disegno della nuova Serie 5 E28, in pratica un restyling della serie E12. Di seguito, disegnò le linee della Serie 3 E30, in cui si nota il frontale non più inclinato in avanti come nelle precedenti generazione chiamato "a naso di squalo", ma che conserva comunque i fari tondi, tipici della produzione BMW, poi evoluti con la tecnologia LED e Xeno in "occhi d'angelo". 
Subito dopo, a Luthe fu assegnato il compito di disegnare le linee della nuova ammiraglia BMW, la Serie 7, la cui prima generazione era oramai giunta alla fine della produzione. Per la nuova serie, siglata E32, Luthe disegnò un corpo vettura meno classico e più dinamico, da contrapporre alla Classe S W126 di Mercedes-Benz. Successivamente curò le linee delle nuove Serie 5, Serie 3 e della grossa coupé Serie 8, finché nel 1990 venne nominato capo del settore design di BMW.

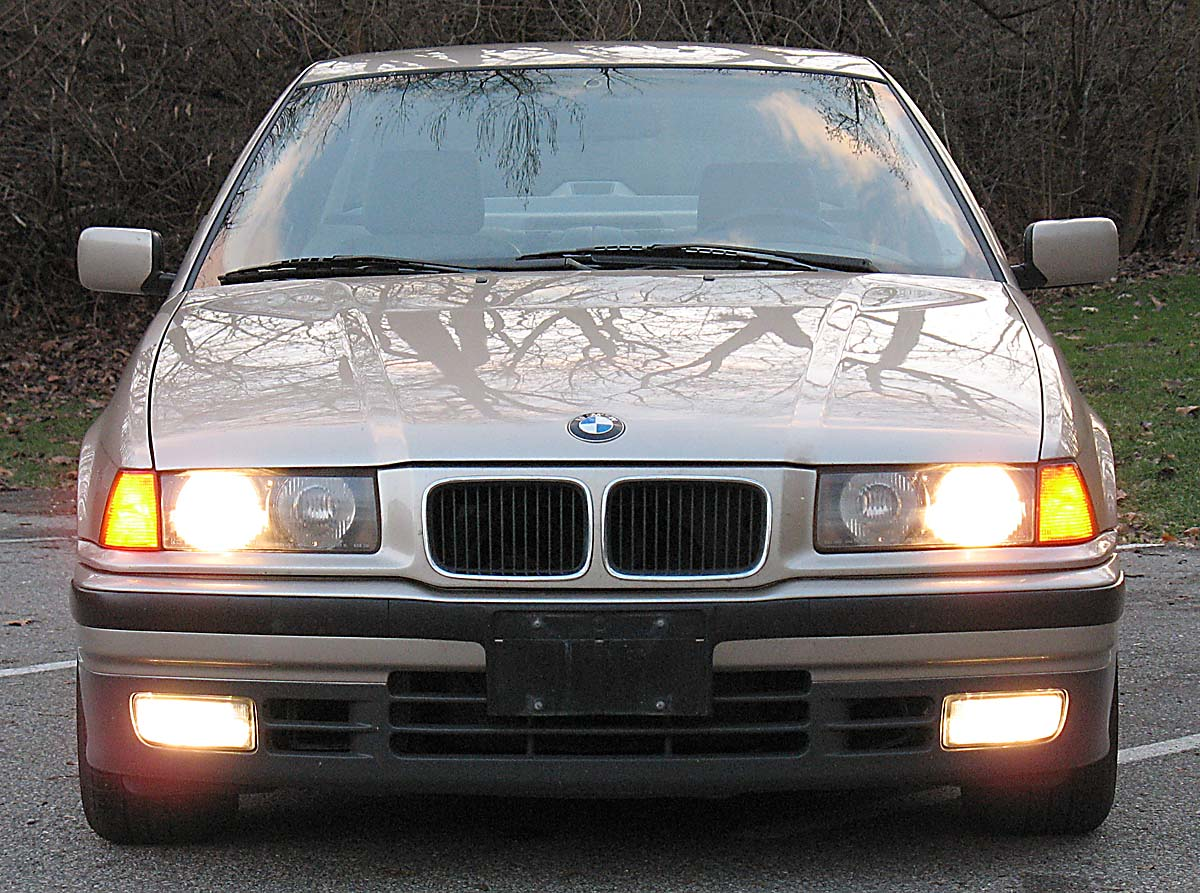
BMW E36, ultima opera della mano del designer tedesco

Ma a tanto successo in campo professionale corrispose una situazione familiare diametralmente opposta: il figlio di Claus, Ulrich, nato nel 1957, era dedito da tempo al consumo di sostanze stupefacenti e versava in condizioni molto gravi. Il Venerdì Santo di quello stesso 1990, in seguito ad un alterco tra padre e figlio, Claus Luthe ebbe un moto di furore ed accoltellò a morte il figlio. Accusato di omicidio, fu condannato a 33 mesi di reclusione, ma venne scarcerato prima di scontare per intero la pena. 
Una volta tornato in libertà, Claus Luthe ricevette nuovamente la proposta da parte dei vertici BMW di tornare nell'organico ma rifiutò, troppo provato psicologicamente dagli ultimi eventi personali, e preferì limitarsi a fornire consulenza sempre presso la casa bavarese: al suo posto fu assunto Chris Bangle come capo design.
Claus Luthe morì nel 2008 a Monaco di Baviera, all'età di 75 anni.

## Modelli progettati
Durante la sua lunga carriera Claus Luthe ha collaborato con molte case automobilistiche creando o contribuendo a creare numerosi modelli, tra i quali:
per NSU (1956-1971):
- NSU Prinz
- NSU Spider
- NSU Ro 80
- Volkswagen K70

per Audi (1971-1976):
- Audi 50
- Audi 100 C2

per BMW (1976-1990):
- BMW Serie 5 E28
- BMW Serie 3 E30
- BMW Serie 8 E31
- BMW Serie 7 E32
- BMW Serie 5 E34
- BMW Serie 3 E36